# Typhonium pottingeri
Typhonium pottingeri là một loài thực vật có hoa trong họ Ráy (Araceae). Loài này được Prain miêu tả khoa học đầu tiên năm 1898.